# 平成中村座

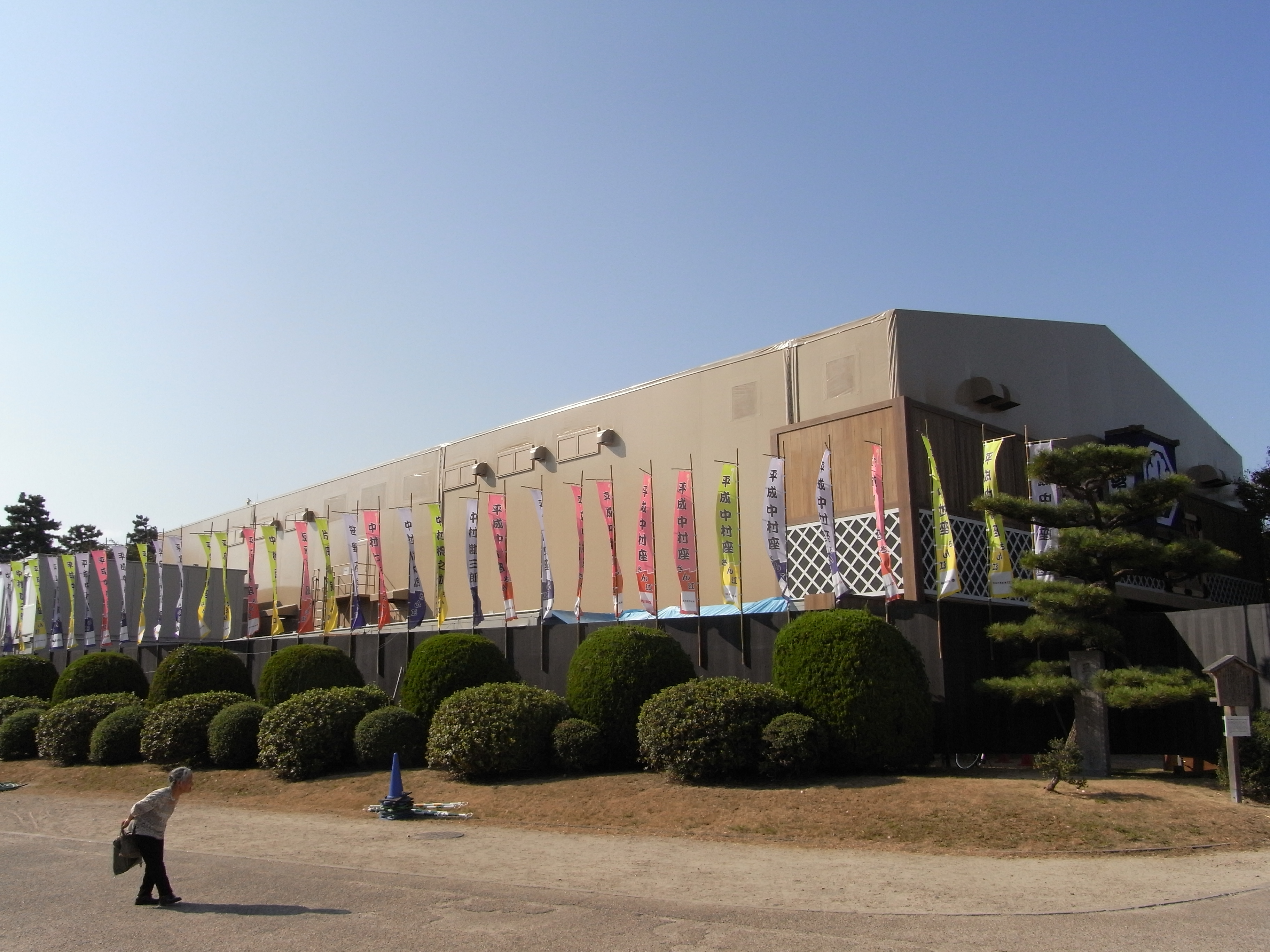
平成中村座 （2009年9月 名古屋）

平成中村座（へいせいなかむらざ）は、2000年（平成12年）に東京・浅草で初演された歌舞伎公演である。 

## 解説

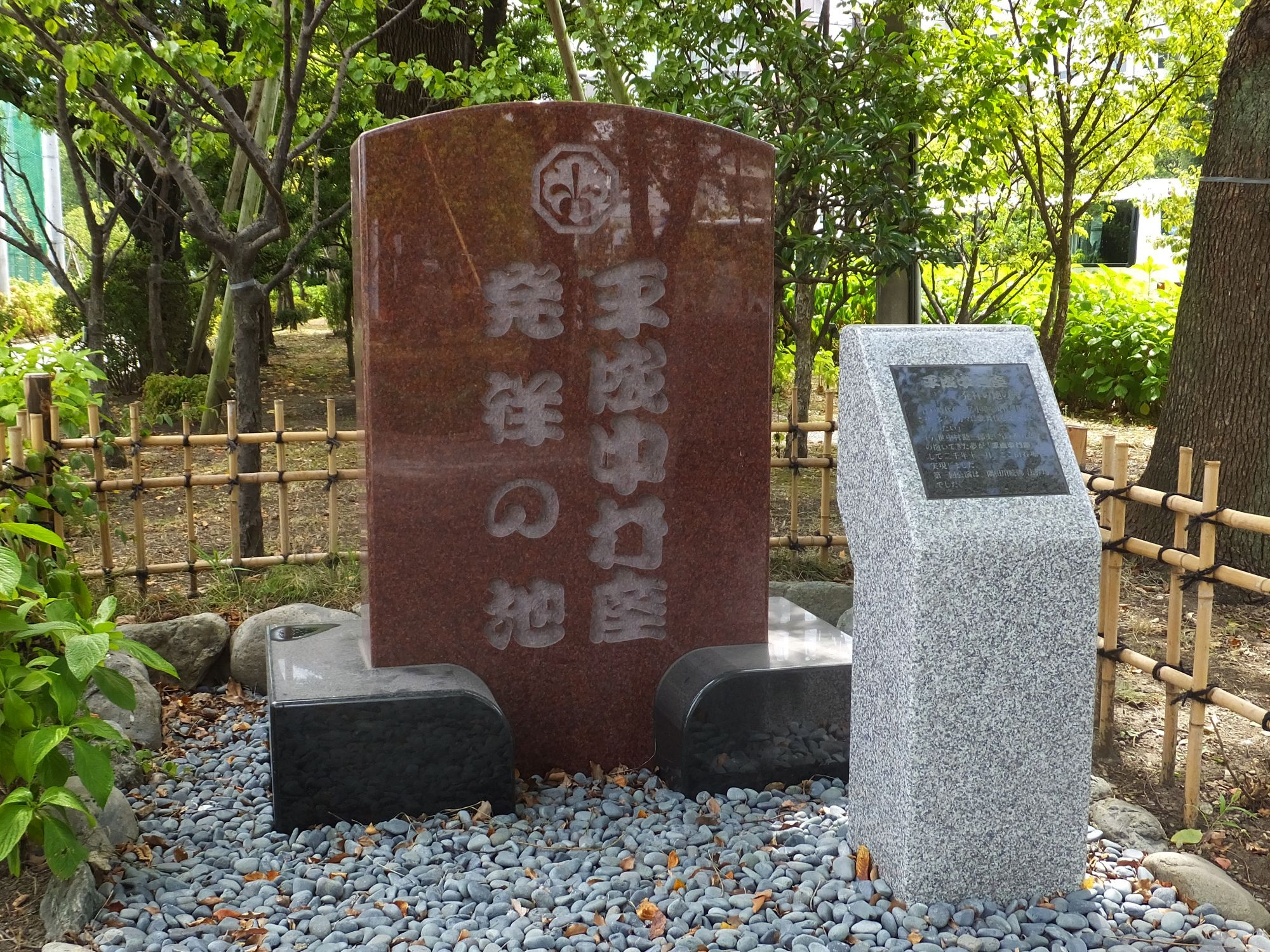
「平成中村座発祥の地」記念碑
（隅田公園・山谷堀広場）

平成中村座の定式幕。中村座に起源をもつ。

歌舞伎役者の18世中村勘三郎（初演時は五世中村勘九郎）と演出家の串田和美らが中心となって、浅草・隅田公園内に江戸時代の芝居小屋を模した仮設劇場を設営して「平成中村座」と名付け、2000年（平成12年）11月に歌舞伎『隅田川続俤　法界坊』を上演したのが始まりである。
翌年（2001年（平成13年））以降も、会場はその時によって異なるものの、ほぼ毎年「平成中村座」を冠した公演が行われていたが、座主の18世中村勘三郎が2012年12月に亡くなった為、2013年は公演を行わなかったが、勘三郎の遺志を継いだ長男の6代目中村勘九郎が座主を引き継ぎ、2014年に実弟の2代目中村七之助、2代目中村獅童と共にアメリカ合衆国・ニューヨークで平成中村座復活公演を行った。

## 特色
初演から2004年（平成16年）のニューヨーク公演までは仮設の芝居小屋での上演を特色としていたが、2006年（平成18年）の名古屋平成中村座公演以降は、既存の施設を利用しての公演も行われている。
平成中村座公演の特色の一つは、江戸時代の芝居小屋である中村座の雰囲気を模した劇場空間である。その特徴として、江戸時代に中村座で使用されていた「（左から）白・柿色・黒」の定式幕が使われる（歌舞伎座、国立劇場などの歌舞伎公演で通常使用される定式幕の色は「黒・柿色・萌葱色」である）ことや、劇場の内外に中村屋の紋である「角切銀杏」が描かれることなどが挙げられる。
また、本公演とは別に若手役者中心の配役で「試演会」を行うこともある。
2009年（平成21年）には座員（中村勘三郎、中村扇雀、中村橋之助、中村勘太郎、中村七之助、笹野高史、片岡亀蔵、坂東彌十郎がメイン）が日本マクドナルド「マックカフェ」のCMに紋付き袴姿で出演した。
江戸時代・寛永元年（1624年）、11月開催「顔見世興行」の初日未明に初世田中傳左衛門が開場を知らせる太鼓を打ったのが始まりとされている「一番太鼓」というものがあったが、平成中村座は原則「移動式仮設芝居小屋」を毎回建設している為、その都度、初日の開幕前に小屋の正面扉の前にて古式にのっとり「一番太鼓の儀」という儀式を復活させ行っている。
通常は松竹制作歌舞伎公演における囃子方の責任者の田中流宗家家元・十三世 田中傳左衛門が担っているが、2011年11月ロングラン公演や2018年浅草公演の際には傳左衛門のスケジュールの都合により、同じく囃子方である実弟の田中傳次郎が担った事もある。
2015年陽春公演以降、仮設芝居小屋を建てて上演する際には、創始者の18世中村勘三郎がディズニーランドファンであった事から隠れミッキーならぬ『隠れ勘三郎』というイベントを実施。勘三郎の親友の1人である荒井文扇堂の4代目店主・荒井修著作『浅草の勘三郎（ISBN 978-4093884150）』表紙の“勘三郎の目のイラスト”が大小様々なサイズのシールとなり、平成中村座の場内・場外のあちこち18箇所に貼られていて、舞台や客席を見守っているとのこと。

## 上演記録
| 上演年月       | 演目 | 会場                                                                                                   | 備考 |
| -------------- | --- | --- | --- |
| 2000年11月     | 『隅田川続俤 法界坊』 | 浅草・隅田公園 山谷堀広場                                                                              | |
| 2001年11月     | 『義経千本桜』 （知盛編、権太編、忠信編）                                                                                    | 浅草・隅田公園 山谷堀広場                                                                              | |
| 2002年11月     | 『隅田川続俤 法界坊』 『夏祭浪花鑑』                                                                                         | 大阪・扇町公園                                                                                         | |
| 2003年10月     | 『加賀見山再岩藤』 『弁天娘女男白浪』 『本朝廿四孝』 『人情噺文七元結』                                                      | 浅草・浅草寺本堂裏広場                                                                                 | 「江戸開府400年記念・大浅草まつり」の一環として上演                                                                      |
| 2004年7月      | 『夏祭浪花鑑』 | アメリカ・ニューヨーク（リンカーン・センター）                                                         | 「リンカーンセンターフェスティバル」の一環として上演                                                                     |
| 2006年9月      | 『本朝廿四孝』 『口上』 『身替座禅』 『義経千本桜』                                                                          | 名古屋・同朋高等学校体育館                                                                             | 「十八代目中村勘三郎襲名披露興行」巡業公演の一環として上演                                                               |
| 2007年7月      | 『連獅子』 『隅田川続俤 法界坊』                                                                                             | アメリカ・ニューヨーク（リンカーン・センター）                                                         | 「リンカーンセンターフェスティバル」の一環として上演                                                                     |
| 2008年5月～7月 | 『夏祭浪花鑑』 | ドイツ・ベルリン（世界文化の家） ルーマニア・シビウ（シビウ鉄鋼所跡地倉庫内） 松本・まつもと市民芸術館 | シビウ公演は「シビウ国際演劇祭」の一環として上演 松本公演は「平成中村座 信州・まつもと大歌舞伎」として上演               |
| 2008年10月     | 『仮名手本忠臣蔵』 | 浅草・浅草寺本堂裏広場                                                                                 | 「浅草寺本堂落慶50周年記念・浅草大観光祭」の一環として上演                                                               |
| 2008年11月     | 『隅田川続俤 法界坊』 | 浅草・浅草寺本堂裏広場                                                                                 | 「浅草寺本堂落慶50周年記念・浅草大観光祭」の一環として上演                                                               |
| 2009年9月      | 『隅田川続俤 法界坊』 『傾城反魂香』 『極付幡随長兵衛』 『元禄花見踊』                                                       | 名古屋城内・二の丸広場                                                                                 | |
| 2010年10月     | 『一谷嫩軍記 熊谷陣屋』 『紅葉狩』 『恋飛脚大和往来』 『平家女護島』 『太閤桜』 『弁天娘女男白浪』                           | 大阪城内・西の丸庭園                                                                                   | |
| 2010年11月     | 『隅田川続俤 法界坊』 『夏祭浪花鑑』                                                                                         | 大阪城内・西の丸庭園                                                                                   | |
| 2011年11月     | 『双蝶々曲輪日記』 『お祭り』 『義経千本桜』 『猿若江戸の初櫓』 『伊賀越道中双六』 『弁天娘女男白浪』                        | 浅草・隅田公園 山谷堀広場                                                                              | 「祝 東京スカイツリー開業記念 江戸のこころ・大浅草観光祭」の一環として上演                                               |
| 2011年12月     | 『菅原伝授手習鑑』 『蘆屋道満大内鑑』 『積恋雪関扉』 『松浦の太鼓』                                                          | 浅草・隅田公園 山谷堀広場                                                                              | 「祝 東京スカイツリー開業記念 江戸のこころ・大浅草観光祭」の一環として上演                                               |
| 2012年1月      | 『義経千本桜』 『身替座禅』 『雪暮夜入谷畦道』 『寿曽我対面』 『於染久松色読販』                                             | 浅草・隅田公園 山谷堀広場                                                                              | 「祝 東京スカイツリー開業記念 江戸のこころ・大浅草観光祭」の一環として上演                                               |
| 2012年3月      | 『暫』 『一條大蔵譚』 『舞鶴雪月花』 『傾城反魂香』 『口上』 『曽我綉侠御所染』 『元禄花見踊』                               | 浅草・隅田公園 山谷堀広場                                                                              | 中村勘太郎改め6代目中村勘九郎襲名披露大歌舞伎 「祝 東京スカイツリー開業記念 江戸のこころ・大浅草観光祭」の一環として上演 |
| 2012年4月      | 『隅田川続俤 法界坊』 『小笠原騒動』                                                                                         | 浅草・隅田公園 山谷堀広場                                                                              | 「祝 東京スカイツリー開業記念 江戸のこころ・大浅草観光祭」の一環として上演                                               |
| 2012年5月      | 『本朝廿四孝』 『弥生の花浅草祭』 『神明恵和合取組』 『毛抜』 『志賀山三番叟』 『梅雨小袖昔八丈』                            | 浅草・隅田公園 山谷堀広場                                                                              | 「祝 東京スカイツリー開業記念 江戸のこころ・大浅草観光祭」の一環として上演                                               |
| 2014年7月      | 『怪談乳房榎』 | アメリカ・ニューヨーク（リンカーン・センター）                                                         | 「リンカーンセンターフェスティバル」の一環として上演                                                                     |
| 2015年3月      | 『怪談乳房榎』 | 石川、金沢歌劇座                                                                                       | 「北陸新幹線金沢開業記念」の一環として上演 ─金沢でニューヨーク公演の興奮が再び─                                          |
| 2015年4月～5月 | 『双蝶々曲輪日記 角力場』 『勧進帳』 『魚屋宗五郎』 『妹背山婦女庭訓 三笠山御殿』 『高坏』 『極付幡随長兵衛』                | 浅草・浅草寺本堂裏広場                                                                                 | 「十八世中村勘三郎を偲んで」                                                                                             |
| 2017年6月      | 『寿曽我対面』 『封印切』 『お祭り』 『義経千本桜 川連法眼館』 『弁天娘女男白浪』 『仇ゆめ』                                 | 名古屋城内・二の丸広場                                                                                 | 「名古屋城本丸御殿公開プレイベント」の一環として上演                                                                     |
| 2018年11月     | 『源平布引滝 実盛物語』 『近江のお兼』 『狐狸狐狸ばなし』 『弥栄芝居賑』 『舞鶴五條橋』 『仮名手本忠臣蔵 七段目』            | 浅草・浅草寺本堂裏広場                                                                                 | 「十八世中村勘三郎七回忌追善」                                                                                           |
| 2019年11月     | 『神霊矢口渡』 『封印切』 『お祭り』 『小笠原騒動』                                                                          | 福岡、北九州小倉城公演                                                                                 | |
| 2022年4月      | 『藤娘』 『連獅子』 | 福岡、太宰府天満宮奉納特別公演                                                                         | 心游舎設立十周年記念事業                                                                                                 |
| 2022年10月     | 『双蝶々曲輪日記 角力場』 『極付幡随長兵衛』 『綾の鼓』 新作歌舞伎、宮藤官九郎 作・演出『唐茄子屋 不思議国之若旦那』         | 浅草・浅草寺本堂裏広場                                                                                 | 猿若町発祥180年記念 |
| 2022年11月     | 『寿曽我対面』 『舞妓の花宴』 『魚屋宗五郎』 新作歌舞伎、宮藤官九郎 作・演出『唐茄子屋 不思議国之若旦那』 『乗合船恵方萬歳』 | 浅草・浅草寺本堂裏広場                                                                                 | 猿若町発祥180年記念 |
| 2023年5月      | 『播州皿屋敷』 『鰯賣戀曳網』 『棒しばり』 『天守物語』                                                                      | 兵庫・姫路城三の丸広場                                                                                 | 姫路城世界遺産登録30周年記念                                                                                             |
| 2024年3月      | 『弁天娘女男白浪』 『身替座禅』 『義経千本桜 川連法眼館の場』 『二人藤娘』                                                   | 名古屋・同朋高等学校体育館                                                                             | 十八世中村勘三郎十三回忌追善                                                                                             |

## 脚註